# Гергард Кеппен
Гергард Кеппен (нім. Gerhard Köppen; 17 травня 1918 — 5 травня 1942) — німецький льотчик-ас, лейтенант люфтваффе (1 квітня 1942). Кавалер Лицарського хреста Залізного хреста з дубовим листям.

## Біографія
В 1936 році вступив в люфтваффе. Після закінчення льотної школи зарахований в 1-шу бомбардувальну ескадру. В 1939 році переведений в винищувальну авіацію і в 1941 році зарахований в 7-му ескадрилью 52-ї винищувальної ескадри. Учасник Німецько-радянської війни. В грудні 1941 року переведений в 8-му ескадрилью своєї ескадри. 5 травня 1942 року його літак був збитий бортовим стрільцем Пе-2 і впав в Азовське море. Тіло Кеппена не було знайдене і він вважався зниклим безвісти. 30 травня 1969 року окружний суд Діллінгена офіційно визнав Кеппена мертвим.
Всього за час бойових дій збив 86 ворожих літаків.

## Нагороди
- Нагрудний знак пілота
- Медаль «За вислугу років у Вермахті» 4-го класу (4 роки)
- Залізний хрест 2-го і 1-го класу
- Почесний Кубок Люфтваффе (17 листопада 1941)
- Німецький хрест в золоті (15 грудня 1941)
- Лицарський хрест Залізного хреста з дубовим листям
  - лицарський хрест (18 грудня 1942) — за 40 повітряних перемог.
  - дубове листя (№ 79; 27 лютого 1942)
- 4 рази відзначений у Вермахтберіхт
  - Фельдфебель Кеппен, пілот ескадрильї винищувачів, вчора збив чотирьох супротивників і таким чином досяг своєї 72-ї повітряної перемоги. (25 лютого 1942)
  - Вчора на Східному фронті лейтенант Кеппен здобув свої свого 80-84-ту, лейтенант Граф — 70-76-ту, а фельдфебель Штайнбац — 44-49-ту повітряну перемогу. (3 травня 1942)
  - Лейтенант Кеппен вчора здобув свою 85-ту повітряну перемогу на Східному фронті. (6 травня 1942)
  - Пілот ескадрильї винищувачів лейтенант Кеппен, переможець у 85 повітряних боях і кавалер дубового листя для Лицарського хреста Залізного хреста, не повернувся з бойового вильоту. ВПС втратили одного зі своїх найсміливіших і найуспішніших пілотів-винищувачів. (9 травня 1942)
- Авіаційна планка винищувача в золоті